# Der letzte Ritt des Ransom Pride
Der letzte Ritt des Ransom Pride (Originaltitel: The Last Rites of Ransom Pride) ist ein kanadischer Western des Regisseurs Tiller Russell aus dem Jahr 2010.

## Handlung
Die Vereinigten Staaten von Amerika, Anfang des 20. Jahrhunderts: Revolverheld Ransom Pride tötet den Sohn einer Schamanin. Nachdem der Kriminelle Ransom selbst in Mexiko getötet wird, bleibt seine Liebhaberin und Partnerin Juliette Flowers zurück, die versprochen hat, seine Leiche in seinen Heimatort nach Texas zurückzubringen und ihn neben seiner Mutter zu begraben. Prides Bruder Champ hilft ihr dabei auf der Reise. Da dies gegen den Willen von Ransoms Vater, dem Reverent Early Pride, passiert, stellt dieser ihnen einen Killer und einen Psychopathen in den Weg, die damit beauftragt sind, Flowers zu töten und Champ zu bergen. Auch die mysteriöse Bruja macht Jagd auf die Leiche.

## Produktion
Die Dreharbeiten fanden im September 2009 in Calgary und Vancouver statt. Das Budget betrug 8 Millionen Dollar.

## Veröffentlichung
Der letzte Ritt des Ransom Pride feierte am 17. Juni 2010 auf dem Edinburgh International Film Festival Premiere. Am 10. September 2010 lief er in ausgewählten US-amerikanischen Kinos. In Deutschland erschien der Film am 24. Mai 2012 direkt auf DVD.

## Kritiken
„Eine draufgängerische Amazone will den Tod ihres Ehemanns rächen und den Toten gemeinsam mit dessen Bruder von Mexiko zur Bestattung nach Texas schaffen. Doch niemand, nicht einmal der Vater des Ermordeten, will, dass ihr Unterfangen gelingt, sodass bald Leichen ihren Weg pflastern. Auf betont originell getrimmter, schießwütig-brutaler Western im "Tarantino-Style".“